# Фильмография Snoop Dogg
Как актер, Snoop Dogg начал свою карьеру, приняв в участие в фильме «Тренировочный день» (англ. Training Day), за которую был получен «Оскар» и получивший положительные отзывы от критиков кабельного сериала Секс в другом городе. Также, он появился в документальных фильмах о рэп-музыке и других проектах. 21 марта 2013 года вышел его документальный фильм «Reincarnated», в котором показано перевоплощение Snoop Dogg в Snoop Lion как регги-артист.

## Фильмография
- Half Baked (1998) — Scavenger Smoker
- Caught Up (1998) — Kool Kitty Kat
- Ride (1998) — Mente
- Documentary of Shawn (1998) — Shawn’s Retarded Friend Brian
- Da Game of Life (1998)
- Whiteboys (1999) (С песней «Whiteboys»)
- Up In Smoke Tour (2000)
- Crime Partners 2000 (2001)
- Baby Boy (2001) — Rodney (Gold)[1]
- Training Day (2001) — Blue
- Bones (2001) — Jimmy Bones
- The Wash (2001) — Ди Лок (Также исполнительный продюсер)
- Old School (2003) — камео
- Pauly Shore Is Dead (2003) — камео
- Malibu’s Most Wanted (2003) — Ронни (озвучивание)
- Starsky & Hutch (2004) — Huggy Bear
- Soul Plane (2004) — капитан Антонио Мак
- The L.A. Riot Spectacular (2005) (Рассказчик)
- Boss'n Up (2005)
- The Tenants (2006)
- Hood of Horror (2006) — Адская гончая / Девон / Рассказчик (Также исполнительный продюсер)
- Singh Is Kinng (2008) — камео
- Down for Life (2009) — мистер Хайтауэр
- Falling Up (2009)
- Brüno (2009) — камео
- Malice n Wonderland (2010) — Malice
- The Big Bang (2011) — Puss
- The Wash 2 (2011)
- Mac & Devin Go to High School (2012) — Мак Джонсон
- Scary Movie 5  (2013) — камео
- Odnoklassniki.ru: CLICK a luck  (2013) — камео
- Идеальный голос 2 (2015) — камео
- Мир будущего (2018) — Большой Папочка Любви
- Пляжный бездельник (2019) — Лингери

## Документальные фильмы
- The Show (1995) (Себя)
- Welcome to Death Row (2001) (Себя)
- Tupac Shakur: Thug Angel: The Life of an Outlaw (2002) (Себя)
- It's Black Entertainment (2002) (Себя)
- The Real Cancun (2003) (Реалити-шоу) (Себя)
- Beef (2003) (Себя)
- Tupac: Resurrection (2003)
- Beef II (2004) (Себя)
- Letter to the President (2005) (Рассказчик)
- DPG Eulogy (2006) (Документальный) (Себя)
- Beef IV (2007) (Себя)
- Mics On Fire (2010) (Документальный) (Себя)[2]
- Reincarnated (2012) (Себя)[3]

## Анимационные фильмы
- Volcano High (2001) (Голос в дублированной англичанами версии)
- Racing Stripes (2005) (Голос)
- Arthur and the Invisibles (2006) (Голос) (С песней «Go Girl»)
- Arthur and the Minimoys (2007) (Голос)
- Arthur and the Vengeance of Maltazard (2009) (Голос)
- Futurama: Into the Wild Green Yonder (2009) (Голос)
- Hotel Transylvania (2012) as Grim «Death» Reaper (Голос)
- Turbo (2013) as Smooth Move (Голос)
- Семейка Аддамс (2019) — кузен Итт (Голос)
- Губка Боб в бегах (2020) — камео
- Семейка Аддамс: Горящий тур (2021) — кузен Итт (Голос)

## Фильмы о себе
- Murder Was the Case (1994) (Видео) (Platinum)
- MP Tha Last Don (1998) — Bar Patron
- Da Game of Life (1998) — Smooth
- I Got the Hook Up (1998) — Bar Patron
- The Wrecking Crew (1999) — Dra-Man
- Hot Boyz (aka Gang Law) (1999) — C-Dawg — #2 Top Video Rentals '99-'01 ($5 million from rentals)[4]
- Urban Menace (1999) — Preacher
- Tha Eastsidaz (2000) — Killa Pop (также исполнительный продюсер) (2X Platinum)[5]
- Mac & Devin Go to High School — Macolm «MAC» Johnson

## Порно-фильмы
- Snoop Dogg's Doggystyle (Также исполнительный продюсер)
- Girls Gone Wild: Doggy Style (2002) — камео
- Snoop Dogg's Hustlaz: Diary of a Pimp (2002) (Также исполнительный продюсер)
- Snoop Dogg's Buckwild Bus Tour (Также исполнительный продюсер)
- Sex in the Studio (В качестве гостя)

## Появления в сериалах
- 90210 (2011) — камео (эпизод Blue Naomi)
- Weeds (2006) — камео (эпизод MILF Money)
- Las Vegas (2004) — камео (эпизод Two of a Kind)
- Just Shoot Me (2001) — камео (эпизод Finch in the Dogg House)
- Playmakers — Big E (10-11 серии)
- King of the Hill — «Alabaster» в роли сутенёра
- Futurama — камео
- Crank Yankers (2003) — камео
- The Steve Harvey Show — камео
- Robot Chicken — камео
- South Park хоть нет его голоса в фильме, как персонаж фильма есть в серии Here Comes the Neighborhood
- Where My Dogs At? — камео
- Doggy Fizzle Televizzle — Самоснятое скетч-шоу на MTV.
- The L Word — Slim Daddy (9-10 серии)
- Monk — Murderuss («Mr. Monk and the Rapper»)
- Chappelle's Show — Подвешенную марионетку, и себя
- The Boondocks — Себя в вымышленном продолжении фильма Soul Plane.
- The Bernie Mac Show — Calvin
- «One Life to Live» — камео
- «Entourage» — камео
- "Brothers (2009 TV series) — Kenny (4 и 10 серии)
- «Freaknik: The Musical» — камео (голос говорящего был другой)
- «Биг Тайм Раш» — камео
- «Snoop Dogg's Father Hood» — камео
- «Dogg After Dark» — камео
- «Straight Outta L.A.» — камео
- «Gigantic» — камео
- «Xavier: Renegade Angel» — камео (15 серия)
- «Чёрный динамит» — Leroy Van Nuys
- «Санджей и Крейг» — Стрит Догг (2 сезон, серия «Стрит Догг» (англ. Street Dogg))

## Видеоигры
Помимо главных ролей и производства фильмов, Snoop Dogg также появился в нескольких видеоиграх, таких как True Crime: Streets of LA (скрытый персонаж) и Def Jam: Fight for NY (Crow).

## При участии гостей
- Katt Williams: The Pimp Chronicles Pt.1* — Себя
- Wild n Out* — Себя
- Epic Rap Battles of History — Moses

## Музыкальные клипы
- Britney Spears, Outrageous — Себя.
- Korn, Twisted Transistor — Munky.
- Flo Rida, Good Feeling — Себя.